# IC 2464
IC 2464 је спирална галаксија у сазвјежђу Лав која се налази на листи објеката дубоког неба у Индекс каталогу.
Деклинација објекта је + 22° 37' 49" а ректасцензија 9h 23m 22,2s. Привидна величина (магнитуда) објекта IC 2464 износи 14,5 а фотографска магнитуда 15,3. IC 2464 је још познат и под ознакама MCG 4-22-36, CGCG 121-70, PGC 26585.